# Ixazomib
Ixazomib (tên thương mại Ninlaro) là một loại thuốc để điều trị đa u tủy xương, một loại ung thư bạch cầu, kết hợp với các loại thuốc khác. Nó được dùng bằng miệng dưới dạng viên nang.
Các tác dụng phụ thường gặp bao gồm tiêu chảy, táo bón và số lượng tiểu cầu thấp. Giống như bortezomib cũ (chỉ có thể được tiêm bằng cách tiêm), nó hoạt động như một chất ức chế proteasome, có tình trạng thuốc mồ côi ở Mỹ và châu Âu, và là một dẫn xuất axit boronic.
Thuốc được phát triển bởi Takeda. Tại Hoa Kỳ, nó được phê duyệt từ tháng 11 năm 2015 và tại EU kể từ tháng 11 năm 2016.

## Sử dụng trong y tế
Ixazomib được sử dụng kết hợp với lenalidomide và dexamethasone để điều trị đa u tủy ở người lớn sau ít nhất một liệu pháp trước đó. Không có kinh nghiệm với trẻ em và thanh thiếu niên dưới 18 tuổi.
Nghiên cứu liên quan để phê duyệt bao gồm 722 người. Trong nghiên cứu này, ixazomib đã tăng thời gian sống trung bình không có tiến triển từ 14,7 tháng (trong nghiên cứu giả dược + lenalidomide + dexamethasone bao gồm 362 người) lên 20,6 tháng (theo ixazomib + lenalidomide + dexamethasone, 360) ảnh hưởng đáng kể (p = 0,012). 11,7% bệnh nhân trong nhóm ixazomib có đáp ứng hoàn toàn với điều trị, so với 6,6% ở nhóm giả dược. Tỷ lệ trả lời chung (hoàn thành cộng một phần) là 78,3% so với 71,5%.
Một nghiên cứu giai đoạn 3 đã chứng minh sự cải thiện đáng kể về tỷ lệ sống không tiến triển (PFS) với ixazomib-lenalidomide-dexamethasone (IRd) so với giả dược. Các bất thường về tế bào học có nguy cơ cao được xác định là del (17p), t (4; 14) và/hoặc t (14; 16); Ngoài ra, bệnh nhân được đánh giá khuếch đại 1q21. Trong số 722 bệnh nhân ngẫu nhiên, 552 người có kết quả tế bào học; 137 (25%) có bất thường về tế bào học có nguy cơ cao và 172 (32%) chỉ có khuếch đại 1q21. PFS được cải thiện với IRd so với giả dược ở cả phân nhóm tế bào học có nguy cơ cao và nguy cơ tiêu chuẩn: ở bệnh nhân có nguy cơ cao, với PFS trung bình là 21,4 so với 9,7 tháng; ở những bệnh nhân có nguy cơ tiêu chuẩn, với PFS trung vị là 20,6 so với 15,6 tháng. Lợi ích PFS này phù hợp giữa các nhóm nhỏ với các bất thường tế bào có nguy cơ cao riêng lẻ, bao gồm cả bệnh nhân bị del (17p). PFS cũng dài hơn với IRd so với giả dược ở những bệnh nhân được khuếch đại 1q21 và trong nhóm "nguy cơ cao mở rộng", được định nghĩa là những người có bất thường về tế bào học có nguy cơ cao và/hoặc khuếch đại 1q21. IRd đã chứng minh lợi ích đáng kể so với giả dược ở bệnh nhân đa u nguyên bào tái phát/khó chữa với tế bào học tế bào có nguy cơ cao và nguy cơ tiêu chuẩn, và cải thiện PFS kém liên quan đến các bất thường về tế bào học có nguy cơ cao.

### Mang thai và cho con bú
Ixazomib và lenalidomide gây quái thai trong các nghiên cứu trên động vật. Điều này là chống chỉ định ở phụ nữ mang thai, làm cho chế độ trị liệu này không phù hợp với nhóm này. Người ta không biết liệu ixazomib hoặc các chất chuyển hóa của nó truyền vào sữa mẹ.

## Tác dụng phụ
Tác dụng phụ thường gặp của liệu pháp nghiên cứu ixazomib + lenalidomide + dexamethasone bao gồm tiêu chảy (42% so với 36% dưới giả dược + lenalidomide + dexamethasone), táo bón (34% so với 25%), giảm tiểu cầu (số lượng tiểu cầu thấp; bệnh thần kinh ngoại biên (28% so với 21%), buồn nôn (26% so với 21%), phù ngoại biên (sưng; 25% so với 18%), nôn (22% so với 11%) và đau lưng (21% so với 16%). Tiêu chảy nghiêm trọng hoặc giảm tiểu cầu xảy ra ở 2% bệnh nhân, tương ứng.
Tác dụng phụ của ixazomib đơn thuần chỉ được đánh giá ở một số ít người. Tiêu chảy độ 2 trở lên được tìm thấy ở 24% những bệnh nhân này, giảm tiểu cầu độ 3 hoặc cao hơn ở 28% và mệt mỏi độ 2 trở lên ở 26%.

## Tương tác
Thuốc có khả năng tương tác thấp thông qua men gan cytochrom P450 (CYP) và protein vận chuyển. Phát hiện có liên quan duy nhất trong các nghiên cứu là giảm nồng độ ixazomib trong máu khi kết hợp với rifampicin cảm ứng CYP3A4 mạnh. C max đã giảm 54% và diện tích dưới đường cong giảm 74% trong nghiên cứu này.

## Dược lý

### Cơ chế hoạt động
Ở nồng độ trị liệu, ixazomib ức chế chọn lọc và đảo ngược protein tiểu đơn vị proteaome beta type-5 (PSMB5)  với thời gian bán hủy phân ly là 18 phút. Cơ chế này giống như của bortezomib, có thời gian bán hủy phân ly dài hơn nhiều là 110 phút; Ngược lại, thuốc liên quan đến carfilzomib, chặn PSMB5 không thể đảo ngược. Proteasome tiểu đơn vị beta loại 1 và loại 2 chỉ bị ức chế ở nồng độ cao đạt được trong các mô hình nuôi cấy tế bào.
PSMB5 là một phần của phức hợp proteasome 20S và có hoạt tính enzyme tương tự như chymotrypsin. Nó gây ra apoptosis, một loại chết tế bào được lập trình, trong các dòng tế bào ung thư khác nhau. Một tác dụng hiệp đồng của ixazomib và lenalidomide đã được tìm thấy trong một số lượng lớn các dòng tế bào tủy.

### Dược động học

Ixazomib citrate (MLN9708), tiền chất của ixazomib

Thuốc được dùng bằng đường uống dưới dạng prodrug, ixazomib citrate, là một ester boronic; este này thủy phân nhanh chóng trong điều kiện sinh lý thành dạng hoạt tính sinh học của nó, ixazomib, một axit boronic.  Sinh khả dụng tuyệt đối là 58% và nồng độ ixazomib trong huyết tương cao nhất đạt được sau một giờ. Liên kết với protein huyết tương là 99%.
Các chất được chuyển hóa bởi nhiều enzyme CYP (tỷ lệ phần trăm trong ống nghiệm, tại cao hơn nồng độ lâm sàng: CYP3A4 42,3%, CYP1A2 26,1%, CYP2B6 16,0%, CYP2C8 6,0%, CYP2D6 4,8%, CYP2C9 4,8%, CYP2C9 <1%) cũng như các enzyme không CYP, có thể giải thích tiềm năng tương tác thấp. Độ thanh thải là khoảng 1,86 lít mỗi giờ với độ biến thiên rộng 44% giữa các cá nhân và thời gian bán hủy trong huyết tương là 9,5 ngày. 62% ixazomib và các chất chuyển hóa của nó được bài tiết qua nước tiểu (trong đó ít hơn 3,5% ở dạng không đổi) và 22% qua phân.

## Hóa học
Ixazomib là một chất tương tự axit boronic và peptide  giống như bortezomib cũ. Nó chứa một dẫn xuất của amino acid leucine với nhóm axit cacboxylic được thay thế bằng axit boronic; và phần còn lại của phân tử đã được ví như phenylalanine. Cấu trúc đã được tìm thấy thông qua một sàng lọc quy mô lớn các phân tử có chứa boron.

## Lịch sử
Thuốc được phát triển bởi Takeda. Nó đã nhận được tình trạng thuốc mồ côi của Mỹ và châu Âu cho bệnh đa u tủy vào năm 2011, và cho bệnh amyloidosis AL vào năm 2012. Takeda đã nộp đơn đăng ký thuốc mới của Hoa Kỳ cho bệnh đa u tủy vào tháng 7 năm 2015. Vào tháng 9 năm 2015, Cơ quan Quản lý Thực phẩm và Dược phẩm Hoa Kỳ (FDA) đã cấp ixazomib kết hợp với lenalidomide và dexamethasone một chỉ định đánh giá ưu tiên cho bệnh đa u tủy. Vào ngày 20 tháng 11 năm 2015, FDA đã phê duyệt sự kết hợp này cho điều trị bậc hai.
Yêu cầu ủy quyền tiếp thị ở châu Âu ban đầu đã bị Cơ quan y tế châu Âu (EMA) từ chối vào tháng 5 năm 2016 do không đủ dữ liệu cho thấy lợi ích của việc điều trị. Sau khi Takeda yêu cầu kiểm tra lại, EMA đã cấp giấy phép tiếp thị vào ngày 21 tháng 11 năm 2016 với điều kiện các nghiên cứu hiệu quả hơn nữa được tiến hành. Dấu hiệu phê duyệt giống như ở Mỹ.

## Nghiên cứu
Tính đến  tháng 1 năm 2017, ixazomib cũng đang trong các thử nghiệm lâm sàng giai đoạn III để điều trị bệnh amyloidosis AL  và plasmacytoma của xương, và trong các thử nghiệm pha I/II cho các tình trạng khác.